# Bajamont
Bajamont is een gemeente in het Franse departement Lot-et-Garonne (regio Nouvelle-Aquitaine). De plaats maakt deel uit van het arrondissement Agen. Bajamont telde op 1 januari 2022 1.000 inwoners.

## Geografie
De oppervlakte van Bajamont bedroeg op 1 januari 2022 12,2 vierkante kilometer; de bevolkingsdichtheid was toen 82 inwoners per km².

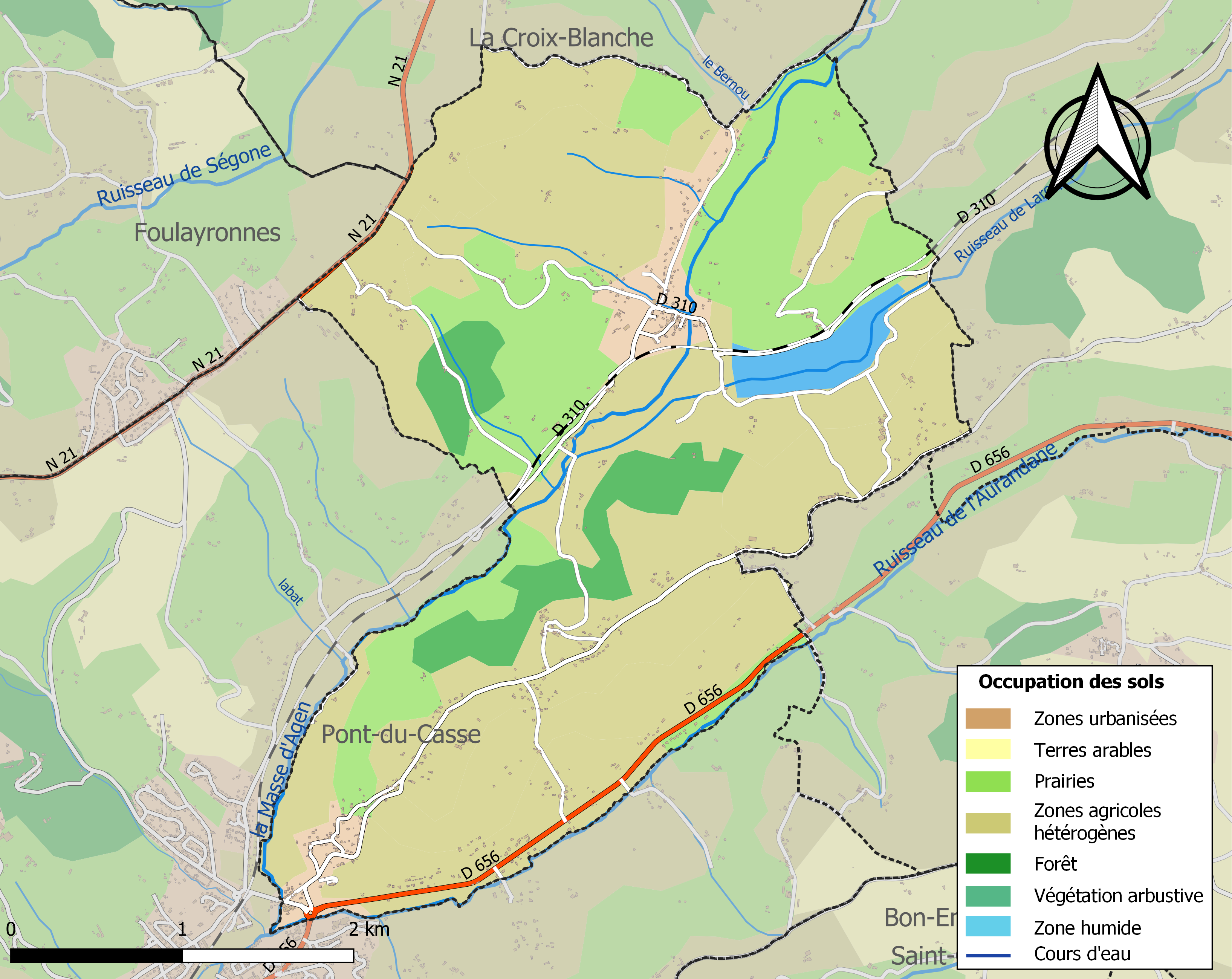
Kaart van de gemeente met de belangrijkste infrastructuur, bodemgebruik en omliggende gemeenten

## Demografie
Onderstaande figuur toont het verloop van het inwonertal (bron: INSEE-tellingen).